# Steve Elkington

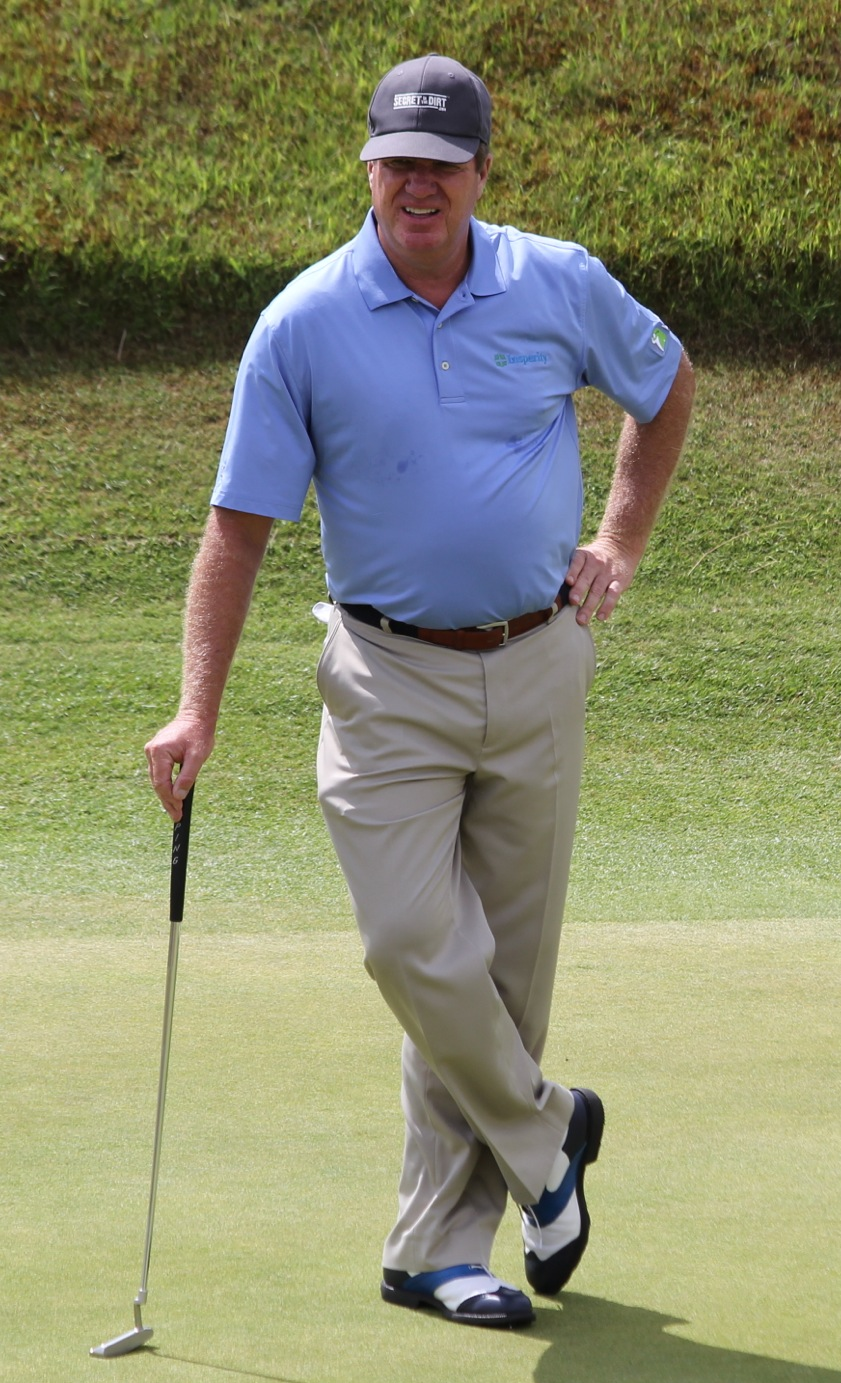
Steve Elkington, 2023

Steve Elkington (1962) is een Australische golfer. In de periode 1995-1998 stond hij ruim vijftig weken in de top-10 van de wereldranglijst. In 1995 ontving hij de Vardon Trophy, die de Amerikaanse PGA jaarlijks uitreikt aan de speler met de laagste gemiddelde score. Hij speelt sinds 2012 op de Champions Tour.

## Amateur
Steve werd op 8 december 1962 geboren in Inverell, New South Wales en groeide op in Wagga Wagga. Hij studeerde aan de Universiteit van Houston en was een van de eerste Australiërs die college golf speelde.

## Professional
Elkington werd in 1985 professional. Hij won tien toernooien op de Amerikaanse PGA Tour, waarvan vier door een play-of te winnen. In 1992 versloeg hij Brad Faxon in het Infiniti Tournament of Champions, in 1995 Bruce Lietzke in de Mercedes Championships, in 1995 tegen Colin Montgomerie en won hij zijn enige Major en in 1998 ten slotte Fred Funk in de Buick Challenge.

### Gewonnen
PGA Tour
- 1990: KMart Greater Greensboro Open
- 1991: The Players Championship
- 1992: Infiniti Tournament of Champions po
- 1994: Buick Southern Open
- 1995: Mercedes Championships po, PGA Championship po
- 1997: Doral-Ryder Open, The Players Championship
- 1998: Buick Challenge po
- 1999: Doral-Ryder Open

Australian Tour
- 1992: Australian Open

Asian Tour
- 1996: Honda Invitational

Elders
- 1993: Fred Meyer Challenge (met Tom Purtzer), Franklin Funds Shark Shootout (met Raymond Floyd)
- 1995: Franklin Templeton Shark Shootout (met Mark Calcavecchia)
- 1997: Diners Club Matches (met Jeff Maggert)
- 1998: Franklin Templeton Shark Shootout (met Greg Norman)

#### Majors
Hij won één Major, het PGA Championship, door Colin Montgomerie in de play-off te verslaan.
| Toernooi           | 1988 | 1989 | 1990 | 1991 | 1992 | 1993 | 1994 | 1995 | 1996 | 1997 | 1998 | 1999 |
| ------------------ | ---- | ---- | ---- | ---- | ---- | ---- | ---- | ---- | ---- | ---- | ---- | ---- |
| Masters            | =    | =    | =    | T22  | T37  | T3   | MC   | T5   | MC   | T12  | 30   | T11  |
| US Open            | =    | T21  | T21  | T55  | MC   | T33  | =    | T36  | T40  | T24  | MC   | T51  |
| Brits Open         | =    | =    | MC   | T44  | T34  | T48  | T67  | T6   | MC   | MC   | WD   | MC   |
| PGA Championship   | T31  | T41  | CUT  | T32  | T18  | T14  | T7   | 1    | T3   | T45  | 3    | =    |
| Toernooi           | 2000 | 2001 | 2002 | 2003 | 2004 | 2005 | 2006 | 2007 | 2008 | 2009 | 2010 | 2011 |
| Masters Tournament | T52  | DNP  | DNP  | CUT  | DNP  | DNP  | DNP  | DNP  | DNP  | DNP  | DNP  | DNP  |
| US Open            | =    | =    | =    | =    | =    | T33  | =    | MC   | =    | =    | =    | =    |
| Brits Open         | T60  | MC   | T2   | WD   | =    | =    | MC   | =    | =    | =    | =    | =    |
| PGA Kampioenschap  | =    | WD   | T48  | =    | =    | T2   | =    | MC   | T39  | MC   | T5   | MC   |

| Winnaar |  | Top-10 |  | MC = missed cut |  | WD = withdrawn |

### Teams
- Presidents Cup: 1994, 1998, 2000